# Magelang
Magelang je město na Jávě v Indonésii. Nachází se asi 43 kilometrů severně od Yogyakarty a 75 kilometrů od Semarangu, hlavního města centrální Jávy. Jedná se největší město planiny Kedu, podle tradičního datování bylo založeno v roce 907.